# Hector Raemaekers
Hector Raemaekers, född 8 september 1883 i Diest, död 3 december 1963, var en belgisk fotbollsspelare. Han spelade i tolv matcher för det belgiska herrlandslaget i fotboll från 1905 till 1913. I klubbkarriären spelade han för Royal Racing Club Bruxelles.
Raemakers debuterade 1902 som försvarare i Royal Racing Club Bruxelles. Raemaekers blev nationell mästare två gånger med Racing (1903 och 1908) och kom tvåa tre gånger (1904, 1905 och 1907). År 1912 vann de den belgiska cupen. Hans fotbollskarriär avbröts av första världskriget. Efter återupptagandet 1919 spelade Raemaekers ännu en säsong i Racing och avslutade sedan sin spelarkarriär på elitnivå. Raemaekers spelade sammanlagt 173 matcher i första divisionen och gjorde 10 mål.